# Björn Hodell
Fritz Erik Björn Hodell, född 2 juli 1885 i Hedvig Eleonora församling i Stockholm, död 22 juni 1957 i Katarina församling, var en svensk teaterchef och författare.

## Biografi
Björn Hodell var son till Ida och Julius Hodell, brorson till författaren och skådespelaren Frans Hodell samt sedermera svåger till revyförfattaren Emil Norlander. Han gifte sig med Elsa Margareta Jäderström, och tillsammans blev de föräldrar till författaren och konstnären Åke Hodell, skådespelerskan Ulla Hodell och tvillingarna Olle och Lasse.
Björn Hodell var tjänsteman på Stockholms gas- och elektricitetsverk åren 1909–1926, samtidigt som han skrev kåserier och revyer. År 1916 tog han över efter sin svåger Emil Norlander som redaktör för satirtidskriften Nya Nisse, vilket han var fram till 1918 då tidningen lades ned. Redaktionen låg dessa år i familjens lägenhet på Vasagatan 50. Han blev 1922 direktör för Folkets hus teater, vilket han var fram till 1929 då han istället blev direktör för Södra teatern, där han stannade till 1938. Vid invigningen av Tantolundens friluftsteater i Stockholm 1919 framfördes Hodells När byskräddaren och byskomakaren gifte bort sin pojke. Hodell köpte 1932 Vanadislundens friluftsteater och året därpå även Skansenteatern på Skansen, där verksamheten kom att fortsätta i ungefär samma banor som tidigare. Under en period var han också en uppskattad radiokåsör. Enligt Kar de Mumma, som arbetade som revyförfattare åt Hodell, var det Hodell som först började med att använda ordet "Utsålt" i sina teaterannonser.
I juni 1936 var det revypremiär på en storsatsning från Hodells sida på Cirkus i Stockholm. Hodell stod ensam som finansiär, och när publiken uteblev tvingades han i personlig konkurs. År 1939 utmättes stora delar av hemmet till kronofogden. Hodell blev alkoholiserad, och inlagd på Beckomberga sjukhus. I en intervju i Bonniers Litterära Magasin från 1979 säger sonen Åke Hodell om en av sina mer välkända texter, att "General Bussig är naturligtvis min far och en del andra auktoritära personer jag mött i mitt liv."
Hodell är begravd på Norra begravningsplatsen i Stockholm.

## Filmmanus
- 1922 – Amatörfilmen
- 1924 – 33.333
- 1947 – En djurgårdsdröm (kortfilm om Djurgårdsbrunns värdshus)[8]